# Шексна-В
Шексна-В (Индекс ГРАУ — 15П764) — шахтный пусковой комплекс с групповыми стартами для размещения, хранения, подготовки и пуска межконтинентальных баллистических ракет Р-16У (8К64У).
Стартовые позиции 15П764 развёртывались в значительно меньших количествах, по сравнению со стартовыми позициями МБР Р-16 наземного базирования, так как на строительство шахтных комплексов «Шексна» требовалось больше времени, чем для ввода в строй ракетных комплексов с наземными пусковыми установками.

## История
Начиная с мая 1960 года, проводились опытно-конструкторские работы, связанные с реализацией пуска модифицированной ракеты 8К64У из шахтной пусковой установки «Шексна-В». В январе 1962 года на полигоне Байконур был проведен первый пуск ракеты из ШПУ.
5 февраля 1963 года началась постановка на боевое дежурство первого ракетного полка (г. Нижний Тагил), вооруженного БРК Р-16У в шахтных пусковых установках «Шексна-В».
В мае 1963 г. на 5 НИИП демонстрировался групповой пуск из шахт трех ракет 8К64У (триплет) для руководителей стран социалистического содружества. Всего было проведено 307 пусков, успешных пусков 91 %.
Примерно в то же время в результате принятия на вооружение ВВС США МБР «Минитмен» (КВО менее 2 км) и «Титан-II» (БЧ мощностью 10 Мт) у вероятного противника появилась возможность уничтожать групповые пусковые установки., поэтому с 1967 года для ракет второго и последующих поколений начали строиться ШПУ типа «ОС» (отдельный старт) повышенной защищённости, во избежание поражения нескольких ПУ одной боеголовкой разнесённые на километры друг от друга.

## Технические характеристики
На каждой стартовой позиции располагались три ШПУ, размещенные в линию на расстоянии около 100 метров друг от друга, подземный командный пункт, хранилища компонентов топлива, а также другие сооружения. Ракета размещалась на специальном поворотном устройстве с пристыкованными коммуникациями системы заправки. На ракете были установлены бугели для движения в шахте по направляющим, а также для амортизации. Для БРК с МБР 8К64У устанавливалось три степени боевой готовности. Способ старта из шахты — газодинамический на собственных двигателях.
- Глубина ШПУ: 45,6 м
- Внутренний диаметр ствола шахты: 8,3 м
- Внутренний диаметр стакана: 4,64 м
- Тип защитного устройства (крышка): плоское, сдвижное по рельсам
- Время подготовки к пуску: до 2,5 часов.
- Время пуска из постоянной боевой готовности: 18 мин.
- Время пуска из повышенной боевой готовности: 12 минут.
- Время пуска из полной боевой готовности (баки заполнены горючим и окислителем): 6 минут
- Второй залп после замены сгоревших кабелей с разъёмами и проведения всего комплекса проверочно пусковых работ: 24 часа.
- Тип старта: газодинамический

## Места размещения ШПУ «Шексна» в СССР
- 47-я ракетная дивизия, ст. Ясная, Читинской области — с 1961 по 1977 гг.;
- 17-я ракетная бригада, г. Шадринск, Курганская область — с 1963 по 1979 гг.;
- 42-я ракетная дивизия, г. Нижний Тагил-Верхняя Салда Свердловская область — с 1961 по 1977 гг.;
- 7-я Гвардейская ракетная дивизия, Выползово, Тверская область — с 1963 по 1977 гг.
- 10-я Гвардейская ракетная дивизия, г. Кострома — с 1962 по 1977 гг.;
- 54-я гвардейская ракетная дивизия, Тейково, Ивановская область — с 1962 по 1977 гг.;
- 8-я ракетная дивизия, Юрья — с 1963 по 1977 гг.;
- 14-я ракетная дивизия, г. Йошкар-Ола — с 1969 по 1977 гг.;
- 52-я ракетная дивизия, Бершеть — с 1962 по 1977 гг.;
- 39-я Гвардейская ракетная дивизия, г. Новосибирск — с 1963 по 1979 гг.